# Echinostomoidea
Die Echinostomoidea sind eine Überfamilie der Saugwürmer. Sie sind die einzige Unterfamilie der Unterordnung Echinostomata. Die Überfamilie ist weltweit verbreitet und lebt als Parasit in Fischen, Reptilien, Vögeln und Säugetieren. Typgattung ist Echinostoma.

## Merkmale
Die Echinostomoidea sind kleine, längliche oder ovale Plattwürmer. Die Außenhülle (Tegument) ist typischerweise mit Dornen besetzt („bewaffnet“). Die Vertreter haben zwei Saugnäpfe. Der Mundsaugnapf liegt etwas hinter dem Vorderende auf der Unterseite (subterminal). Der Bauchsaugnapf ist etwas größer, muskulös, rundlich und liegt etwas vor der Körpermitte. Der Präpharynx (Mundvorhof) ist kurz oder fehlt ganz, der Pharynx (Mundhöhle) ist gut entwickelt. Er setzt sich in den Ösophagus (Speiseröhre) fort und dieser teilt sich in zwei blind endende Därme (Ceca).
Die beiden Hoden liegen entweder neben- oder hintereinander im hinteren Teil des Körpers. Der Cirrussack ist gut entwickelt. Im Inneren ist ein Samenbläschen (Vesicula seminalis) ausgebildet, ein äußeres Samenbläschen fehlt typischerweise (Ausnahmen sind einige Philophthalmidae und Echinostomatidae). Die Pars prostatica (Prostata-Teil) ist gut entwickelt. Die männlichen und weiblichen Geschlechtsgänge münden getrennt in einen Geschlechtsvorraum (Atrium). Die Geschlechtsöffnung liegt im vorderen Körperabschnitt hinter der Darmgabelung. Die weiblichen Keimdrüsen (Ovarien) liegen vor den Hoden. Eine Mehlis-Drüse, ein Receptaculum seminis und der Laurer-Kanal sind vorhanden. Der Uterus liegt gewöhnlich vor Hoden und Ovar, reicht manchmal aber bis hinter die Hoden. Der hintere muskulöse Teil des Uterus (Metraterm) ist deutlich. Die Eier sind, außer bei den Philophthalmidae, bedeckelt, haben also ein Operculum. Sie können eine bereits voll entwickelte Wimpernlarve (Miracidium) enthalten. Der Dotterstock (Vitellarium) liegt gewöhnlich beidseitig im hinteren Körperabschnitt, die Dotterkügelchen (Follikel) können sich bis in den Vorderkörper erstrecken. Das Exkretionsorgan (Ausscheidungsbläschen) ist meist Y-förmig, nur bei den Fasciolidae I-förmig. Die Exkretionsöffnung liegt endständig.

## Familien
Die Überfamilie enthält folgende Familien:
- Cathaemasiidae Fuhrmann, 1928
- Cyclocoelidae Stossich, 1902
- Echinostomatidae Looss, 1899
- Fasciolidae Railliet, 1895
- Philophthalmidae Looss, 1899
- Psilostomidae Looss, 1900
- Rhopaliidae Looss, 1899
- Rhytidodidae Odhner, 1926

## Bestimmungsschlüssel
Die Familien können nach folgendem Schlüssel identifiziert werden:
- bei Meeresschildkröten parasitierend
  - Vorderende mit muskulösen Leisten an Ober- und Unterseite; Mundsaugnapf einfach; Ösophagus kurz mit paarigem Blindsack (Divertikel): Cyclocoelidae
  - Vorderende ohne muskulösen Leisten oder nur an der Oberseite; Mundsaugnapf mit beidseitigem seitlichen Ausläufer; Ösophagus kurz ohne Divertikel: Rhytidodidae
- bei Fischen, Vögeln und Säugetieren parasitierend
  - Eier unbedeckelt, mit voll entwickelter Wimpernlarve mit Augenflecken; Vitellarium im Hinterkörper, aber vollständig vor den Hoden; wenige Dotterfollikel, meist U-förmig angeordnet: Philophthalmidae
  - Eier bedeckelt, meist ohne Wimpernlarve; Vitellarium erstreckt sich bis hinter die Hoden; reichlich Dotterfollikel in zwei seitlichen Gruppen: 
    - Vorderende bewaffnet
      - zwei rückziehbare, bewaffnete Saugrüssel beidseits des Mundsaugnapfs: Rhopaliidae
      - keine Saugrüssel, Kopfkragen mit Dornen um die Mundöffnung: 
        - Kragen muskulös mit ein oder zwei Dornenreihen, bauchseitig unterbrochen, Dornen größer als am Körper: Echinostomatidae
        - Kragen undeutlich, Dornen klein und ähnlich groß wie am Körper, in zwei Gruppen seitlich an der Unterseite des Mundsaugnapfs: Cathaemasiidae

    - Vorderende unbewaffnet
      - Körper kugelig bis zylindrisch; Y-förmiges Exkretionsvesikel; subkutanes Netzwerk: Psilostomidae
      - Körper abgeplattet, oft blattförmig; I-förmiges Exkretionsvesikel; kein subkutanes Netzwerk: Fasciolidae